# Дебольцев, Илья Николаевич
Илья Николаевич Дебольцев (1747 — 1827, Воронеж) — издатель, публицист, переводчик, статский советник. Дед Андриана Семёновича Мазараки, прадед певицы Надежды Андреевны Обуховой.

## Биография
Сын канцелярского служителя. 
Учился в университетской гимназии в отделении для разночинцев, в 1767 посещал Московский университет.
Чиновник Уложенной комиссии.
Аудитор Екатеринославского пикинёрского полка (1776—1778), обер-аудитор в штате князя Г. А. Потёмкина (1778—1783).
В 1783 — 1786 гг. — надворный советник Воронежской палаты гражданского суда, затем был председателем 2-го департамента Воронежского губернского магистрата.
В 1797 году получил чин статского советника и в том же году уволился со службы.

23 февраля 1812 году император Александр I пожаловал Дебольцову дворянский герб: 
«В щите, имеющем голубое поле, изображены четыре возвышенные стропила: золотое, красное, черное и серебряное и под ними разогнутая серебряная книга. Щит увенчан дворянскими шлемом и короною со страусовыми перьями, по сторонам которых видны два черные орлиные крыла, с одною на каждом золотою звездою. Намет на щите голубой, подложенный золотом».
Владел имениями в Воронежской и Екатеринославской губерниях.

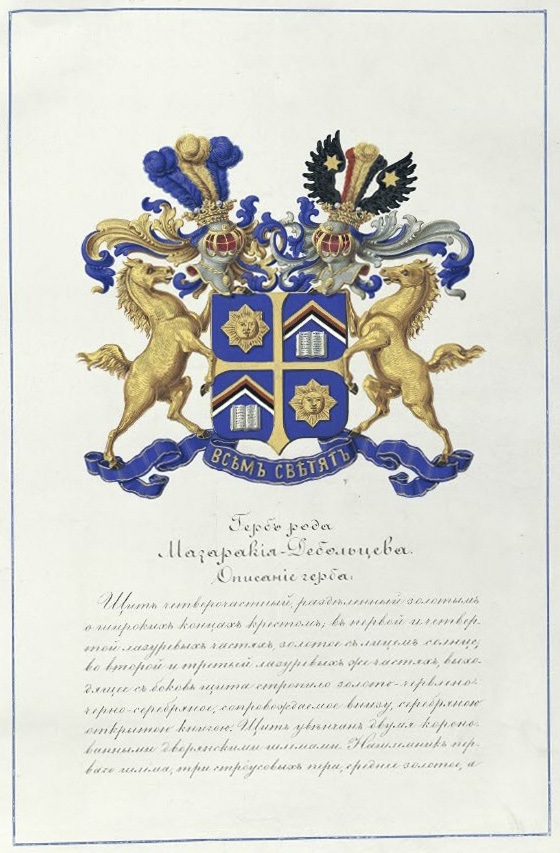
герб из Общего Гербовника

## Творчество
Опубликовал в 1769 г. два переведённых с французского языка анекдота в журнале «Ни то ни сіо».
Издал в 1770 г. в вольном переводе с французского языка «Детскую книжку, или Начальные понятия и описания вещей, о которых дети должны иметь сведения». Осуществил перевод книги Жозефа Аккариа «Пользы европейских народов, изъяснённые со стороны торговли».
Им была переведена и напечатана «Детская книжка или Начальныя понятия и описания вещей, о которых дети должны иметь сведение. Переведено с французскаго».

## Окружение
Являлся членом болховитинского кружка.
Состоял в дружеских отношениях с археографом и переводчиком С. С. Башиловым. В посвящении кн. А. А. Вяземскому Дебольцев называет Башилова своим «братом».
На одном из экземпляров «Деяний Петра Великого…» (ГПБ) имеется дарственная надпись историка И. И. Голикова: «Любящему другу Илье Николаевичу Дебольцеву…»).

## Семья
Был женат на Елизавете Ивановне Гардениной. У них было 5 детей: сыновья Адриан (р.06.11.1796), Николай (р.15.12.1803) и дочери Наталья (р.1792), Анна (р.1795) и Елизавета (р.1802) (Данные на 1815 г.). Через четверть века в делах подтверждения дворянского достоинства упоминается еще один сын — Михаил.

## Память
С фамилией Дебольцева связано неофициальное наименование села Ильинка в Екатеринославской губернии — Дебольцовка, впоследствии — город Дебальцево.